# Ignacio Allende, Jalacingo
Ignacio Allende är en ort i Mexiko.   Den ligger i kommunen Jalacingo och delstaten Veracruz, i den sydöstra delen av landet, 200 km öster om huvudstaden Mexico City. Ignacio Allende ligger 1 856 meter över havet och antalet invånare är 405.
Terrängen runt Ignacio Allende är huvudsakligen kuperad, men norrut är den bergig. Runt Ignacio Allende är det ganska tätbefolkat, med 149 invånare per kvadratkilometer. Närmaste större samhälle är Atzalan, 2,1 km öster om Ignacio Allende. I omgivningarna runt Ignacio Allende växer huvudsakligen savannskog.